# …Like Clockwork
…Like Clockwork je šesté studiové album americké rockové skupiny Queens of the Stone Age, vydané v červnu 2013 u vydavatelství Matador Records. Album produkovala skupina Queens of the Stone Age a skladbu „…Like Clockwork“ James Lavelle. Na albu se podílala řada hostů, například i bývalý člen skupiny Dave Grohl.

## Seznam skladeb
| Pořadí | Název                          | Délka |
| ------ | ------------------------------ | ----- |
| 1.     | Keep Your Eyes Peeled          | 5:04  |
| 2.     | I Sat by the Ocean             | 3:55  |
| 3.     | The Vampyre of Time and Memory | 3:34  |
| 4.     | If I Had a Tail                | 4:55  |
| 5.     | My God Is the Sun]             | 3:55  |
| 6.     | Kalopsia                       | 4:38  |
| 7.     | Fairweather Friends            | 3:43  |
| 8.     | Smooth Sailing                 | 4:51  |
| 9.     | I Appear Missing               | 6:01  |
| 10.    | …Like Clockwork                | 5:24  |

## Obsazení
Queens of the Stone Age
- Josh Homme – zpěv, kytara, doprovodné vokály, bicí, perkuse, klavír, syntezátory, baskytara
- Troy Van Leeuwen – kytara, doprovodné vokály, syntezátory
- Dean Fertita – klávesy, kytara, doprovodné vokály, syntezátory, klavír, clavinet
- Michael Shuman – baskytara, doprovodné vokály, tamburína, kytara, syntezátory, Mellotron

Ostatní hudebníci
- Dave Grohl – bicí, perkuse
- Joey Castillo – bicí, perkuse
- Jon Theodore – bicí, perkuse
- Nick Oliveri – zpěv
- Brody Dalle – zpěv
- Mark Lanegan – zpěv
- Alex Turner – zpěv
- Trent Reznor – zpěv
- Jake Shears – zpěv
- Elton John – zpěv, klavír
- Charlie May - klavír
- James Lavelle - aranžmá smyčců
- Philip Shepard - aranžmá smyčců